# Carlton Cuse
Carlton Cuse (ur. 22 marca 1959 w Meksyku) – amerykański scenarzysta i producent filmowy. Współautor scenariusza m.in. dla serialu Zagubieni.

## Życiorys
Cuse urodził się w Meksyku. Dorastał w Bostonie i hrabstwie Orange w Kalifornii. Został wychowany w wierze rzymskokatolickiej. Był studentem w Putney School. Następnie uczęszczał do Harvardu, kończąc go z tytułem magistra historii amerykańskiej.

## Kariera
Zaczął pracować wspólnie z pisarzem Jeffreyem Boamem. Uczestniczył przy tworzeniu filmów Zabójcza broń 2, Zabójcza broń 3 oraz Indiana Jones i ostatnia krucjata. Swoją telewizyjną karierę scenarzysty Cuse rozpoczął pracując przy serialu Michaela Manna, Crime Story. Współtworzył i był producentem wykonawczym uznanego przez krytyków serialu telewizji FOX, Przygoda na dzikim zachodzie. Stworzył też sześć sezonów Nash Bridges.
Wspólnie z Damonem Lindelofem pracował nad fantastyczno–przygodowym serialem Zagubieni. Otrzymał za to wiele nagród, między innymi Emmy i Złoty Glob. Razem z Lindelofem napisał scenariusz między innymi do finałowego odcinka serii.